# Cáñamo

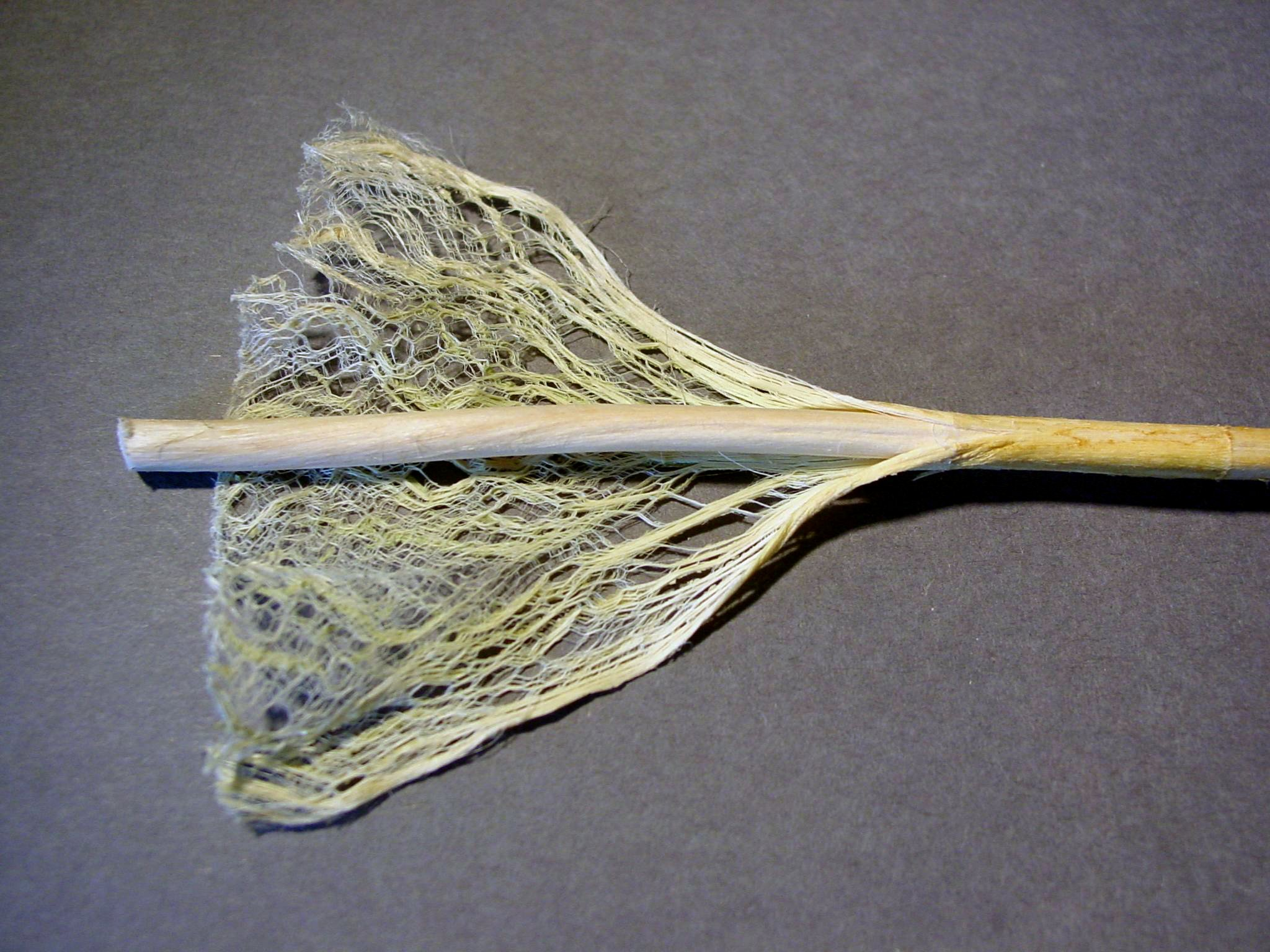
Tallo de Cannabis que muestra las fibras

El cáñamo industrial es el resultado del cultivo de alguna de las subespecies de la planta del cáñamo (Cannabis) con fines industriales. Este producto tiene aplicaciones en varios sectores, tales como el textil (en forma de fibra) o el de la construcción, entre otros.

## Etimología
La palabra «cáñamo» proviene del latín cannăbum, forma vulgar del término del latín clásico cannăbis, préstamo a su vez del griego κάνναβις («cannabis»), préstamo a su vez de una lengua de Europa Oriental o de Asia Occidental, quizá tracio o escita o incluso sumerio, lengua en la que el nombre de la planta es kunibu.

## Historia

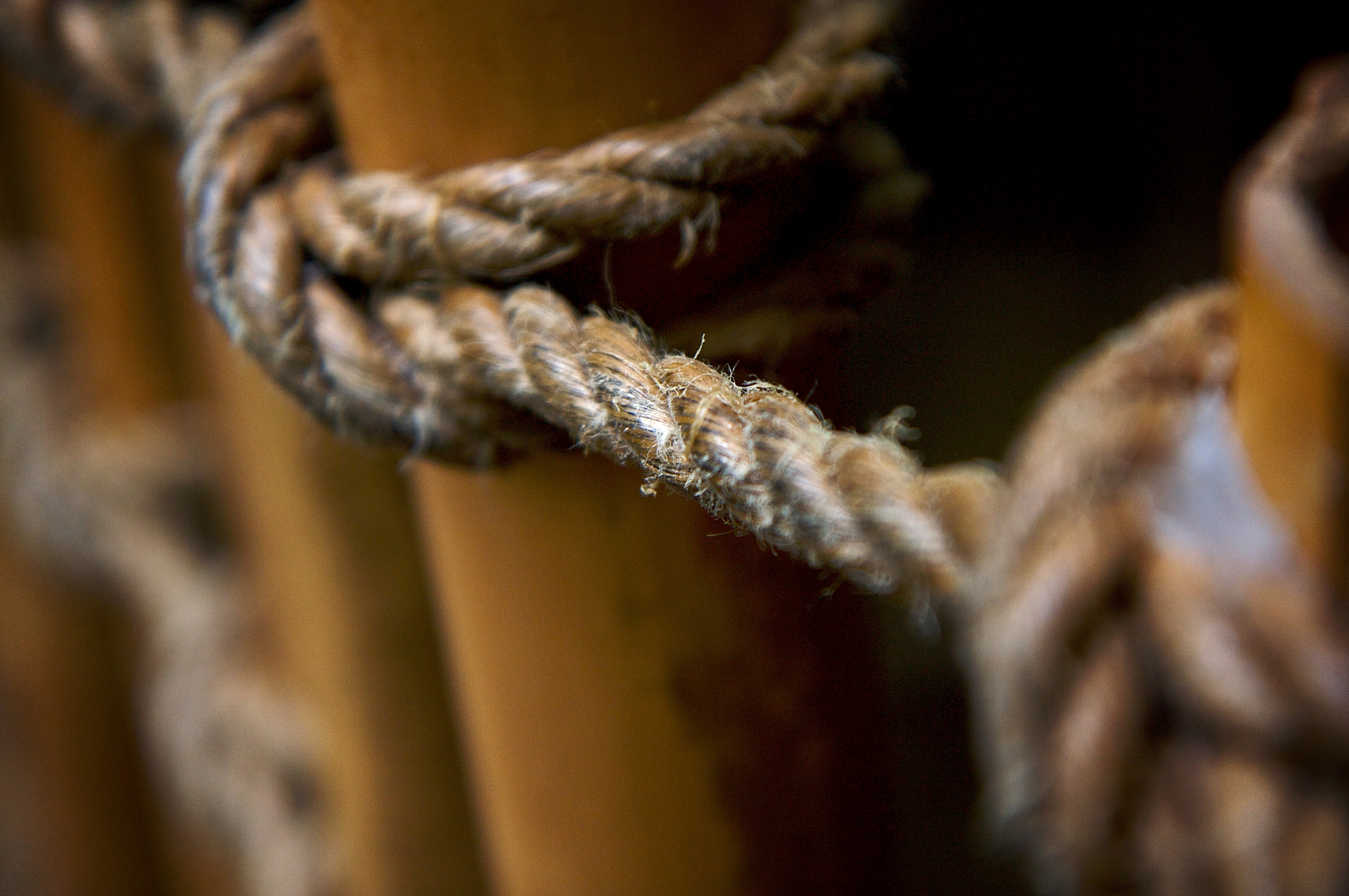
Cuerda hecha de cáñamo

### Usos en la antigüedad
Por sus virtudes, esta planta ha acompañado al ser humano a lo largo de prácticamente toda su historia. En China, se hace referencia a su explotación desde hace unos ocho mil años. En España, se cultivó durante varios siglos seguidos con reconocimiento oficial especial, servía para la confección de vestidos, velas navales y piezas de barcos, cordajes, papel, etcétera. Las velas de embarcaciones, las banderas y muchos documentos oficiales solían elaborarse con cáñamo. Al respecto, hay un debate en el que, por un lado, se afirma que el documento de la Declaración de Independencia de los Estados Unidos se imprimió en papel elaborado con esta planta, mientras que, por el contrario, hay quienes sostienen que, aunque posiblemente las primeras versiones de la Declaración sí se imprimieron en cáñamo, muy probablemente el papel usado en la versión definitiva de ese documento fue pergamino de piel animal. Lo mismo se afirma respecto al material de las velas de las embarcaciones de Cristóbal Colón y al papel de la mayoría de los ejemplares de la Biblia que imprimió Johannes Gutenberg.
La variopinta utilidad del cáñamo y su calidad le valió en algunas épocas la consideración de planta sagrada que potencia la evolución del ser humano.
Desde el siglo V a. C. hasta finales del siglo XIX, el 90 por ciento de las cuerdas y velas para navegación y muchas redes de pesca se hacían con cáñamo. Hoy sigue siendo muy utilizado en muchas embarcaciones por su gran resistencia a la humedad y a las variaciones climáticas.[cita requerida]

### Cultivo en España
En España, el municipio de Callosa de Segura, al sur de la Comunidad Valenciana, ha estado históricamente vinculado al cultivo y manufactura del cáñamo, si bien, desde hace varias décadas, su fibra ha sido sustituida por la fibra sintética en la industria de las cuerdas, cabos y redes, por lo que el conjunto de las empresas locales constituye la mayor productora mundial del sector. No obstante, los oficios artesanales del cáñamo se mantienen testimonialmente como un elemento de su patrimonio cultural a través del Museo del Cáñamo y la asociación Escuela de los Trabajos Artesanales del Cáñamo.

### Prohibiciones en la década de 1930: Harry J. Anslinger y William Randolph Hearst
La disminución de su cultivo en los países industrializados comenzó a raíz de la política de prohibición de la marihuana, que afectó directamente al cáñamo, en los años 1930. Entre 1930 y 1934, el director del Buró Federal de Narcóticos, Harry Jacob Anslinger, reunió, en colaboración con el empresario del periódico William Randolph Hearst (para cuyos intereses industriales el cáñamo representaba una amenaza económica), evidencia, la mayor parte proveniente de la prensa amarillista (así llamada justamente porque Hearst comenzó a utilizar papel de pulpa de madera que, con un tratamiento a base de sustancias químicas ácidas, con el tiempo se vuelve amarillo), como una campaña cuyo objetivo era acabar con el consumo de marihuana y de sustancias adictivas como la heroína en los Estados Unidos. Anslinger y el Buró Federal de Narcóticos prohibieron y censuraron los informes científicos que, para desmentir las afirmaciones de esa campaña, publicó en ese entonces la Asociación Médica Norteamericana, informes que pretendían demostrar que la marihuana tenía propiedades medicinales y que no provocaba, como Anslinger aseguraba, enfermedades mentales.

## Usos del cáñamo

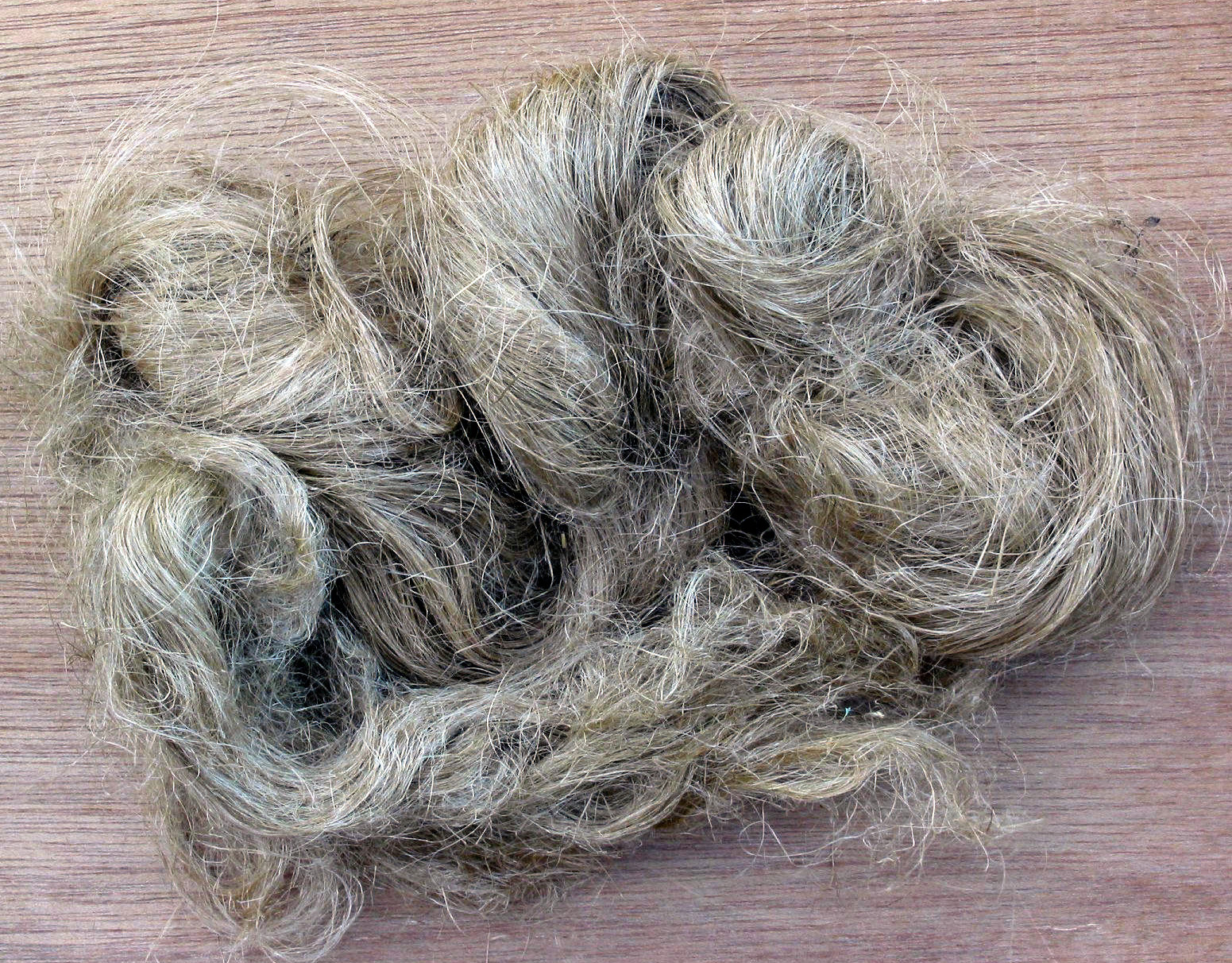
Muestra de fibras de cáñamo crudas.

### Aplicaciones comunes
Se puede hablar de la utilidad del cáñamo, entre sus usos encontramos:
- Las fibras textiles (estopa) y cordajes, de gran resistencia. Fácil y ligero de llevar.
- Junto a selladores químicos especiales, para hacer estancas las uniones roscadas de tuberías metálicas de conducción de agua.
- Semillas y aceites ricos en grasas (omega 3) y proteínas (un 34 %, aproximadamente).
- Combustibles ecológicos (biocombustibles), lubricantes y bioplásticos.
- Materiales de bioconstrucción de gran resistencia.
- La celulosa para papel.
- Aplicaciones medicinales y cosméticas de los aceites.
- Materiales aislantes, piezas plásticas y textiles para automóviles de la marca Audi y BMW, entre otras.
- El cannabidiol (CBD) posee propiedades medicinales;[11] su producción y consumo es legal en algunos países.
- Gel y bálsamo de cáñamo.[12]

Medicina natural, ropa, comida, casa, muebles, aceite nutritivo, forraje para animales, biomasa para calefacción, jabón, champú, esteras, sacos, aislantes, plásticos, fieltros, pinturas y barnices, combustibles y lubricantes, geotextiles contra erosión, campos de cultivo para purificación de agua, enriquecedor de suelo y tutor de leguminosas, etcétera, son algunos de los usos que podría tener esta planta hoy en día. En algunos países (Francia, Canadá y Suecia, por ejemplo) existen industrias específicas dedicadas a la producción de derivados de calidad del cáñamo.
En 2019, una patente italiana hizo posible el primer cáñamo elástico, llamado "H-EMP", gracias a un pequeño porcentaje de Lycra ©.

### Interés técnico y socioecológico

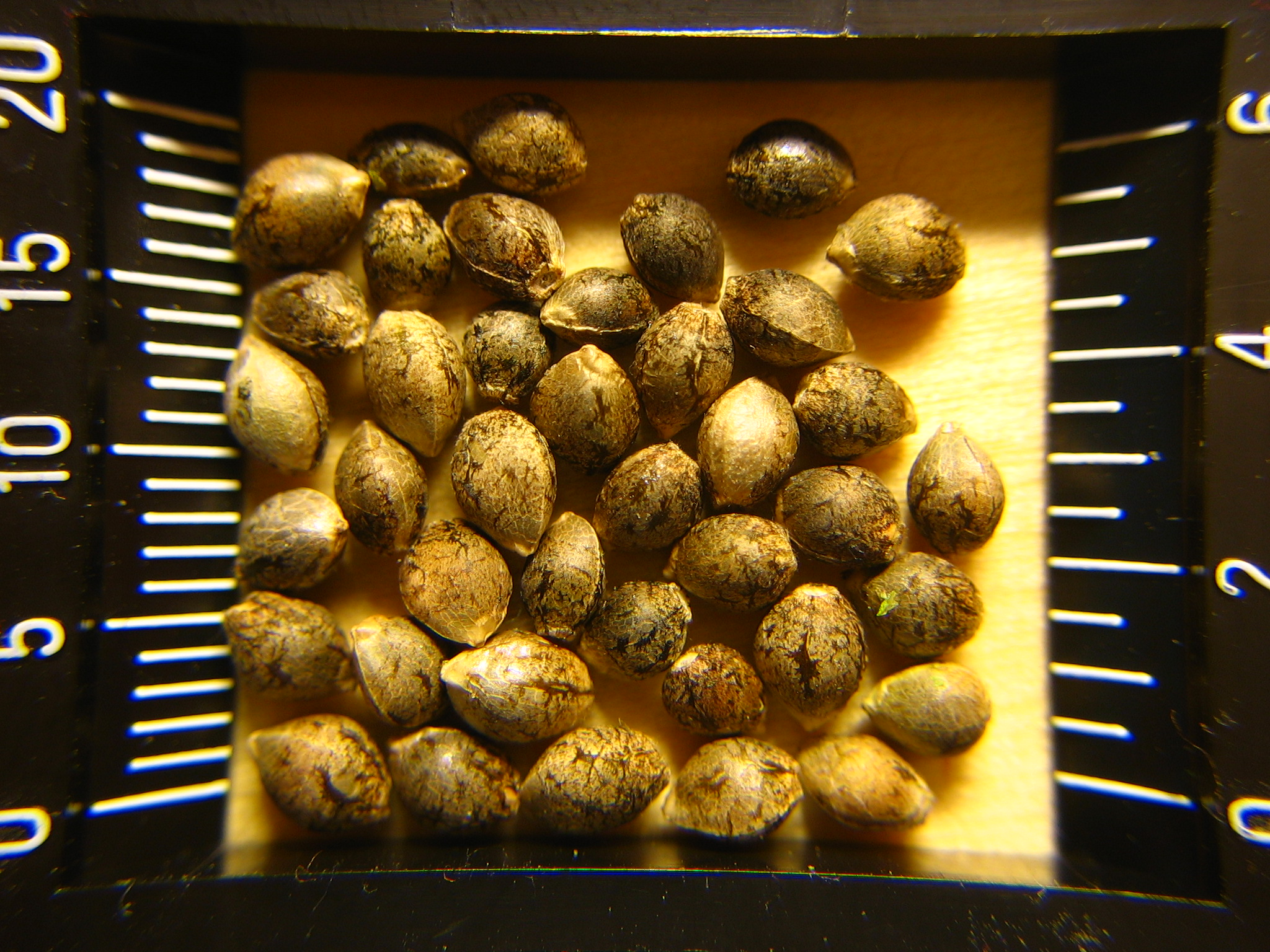
Semillas de cáñamo.

Las semillas de cáñamo (conocidas como cañamones) son el alimento vegetal con mayor valor proteínico (hasta un 34 %) y de ácidos grasos esenciales. Se considera el alimento más completo que se puede encontrar en una sola planta. Los ácidos grasos esenciales omega 3 y omega 6 que contiene son muy útiles en la prevención de artritis y reumatismos, entre otro gran número de afecciones.
El cáñamo se considera la fibra textil de origen vegetal más larga, suave y resistente. La tela que se elabora con ella puede presentar diferentes calidades, a veces más áspera y otras más suave que el algodón. También es más aislante, fresca, absorbente y duradera. Antiguamente era la fibra más utilizada y se la consideraba el rasero o estándar para medir la calidad de las otras fibras. Una hectárea de cáñamo puede producir el doble de fibra que una de algodón, y la fibra de cáñamo requiere menos productos químicos durante su procesado. El cáñamo no requiere los numerosos pesticidas que se utilizan para el algodón y que estropean los suelos.
La longitud y resistencia del cáñamo aun compite con los materiales más modernos utilizados en los cordajes navales. También permite la elaboración de materiales de construcción de gran resistencia y de materiales de gran capacidad aislante.
La utilidad del cáñamo, junto a otros aceites vegetales, como biocombustible es de gran interés, en especial porque el CO2 liberado de su combustión es el mismo que el consumido por la planta durante su crecimiento, lo que significa polución prácticamente nula y que el propio ciclo es capaz de reabsorber. Los biocombustibles o biodiésel pueden ser usados directamente en un motor diésel, con o sin mezcla de diésel petrolífero.
Cualquier material plástico o hecho a partir de madera puede ser emulado con éxito a partir de las plantas del cáñamo, pero además es directamente biodegradable y reciclable. El aglomerado elaborado con cáñamo tiene el doble de resistencia que el de madera y sostiene mejor los clavos. Los materiales plásticos hechos a partir del cáñamo son de gran resistencia, como por ejemplo la carrocería de un modelo de automóvil fabricado por Henry Ford en 1941, elaborada con cáñamo y habas de soja (ese auto utilizaba además aceite obtenido del cáñamo como combustible). Ford afirmó su resistencia golpeándola con un hacha. Actualmente muchas piezas de los automóviles llevan fibra de cáñamo.
Nuevos estudios y experimentos están develando el uso del cáñamo industrial en el campo del almacenamiento de energía. El Dr. David Mitlin, de la Universidad de Clarkson en Nueva York, desarrolló un supercondensador con nanosheets de carbón a base de fibras de cáñamo industrial. La idea es crear un nuevo dispositivo, que sea más económico que su par actual, el grafeno. De los resultados obtenidos, el supercondensador de cáñamo consigue almacenar hasta 12 watts-horas por kg, hasta 2x más que su par de grafeno. Esto supone una mejora radical, y a una fracción del precio, en lo que respecta a como se almacena energía hoy en día.
Podría servir como alternativa a la deforestación causada por la industria papelera, ya que estas plantas crecen rápidamente y se cortan cada año como otro cultivo agrario, obteniéndose un gran tonelaje anual de celulosa, fibras y aceites al mismo tiempo, sin tener que cortar árboles, de mayor impacto ecológico y más lento crecimiento. Una hectárea de cáñamo puede producir el cuádruple de material que una de árboles. El papel de cáñamo es más resistente que el de pulpa de madera y no requiere ácidos ni cloro. Además puede ser reciclado de forma óptima hasta siete veces, mientras que el convencional de madera solo hasta cuatro. La fibra de cáñamo aparece en algunos productos de papel, considerado como componente de gama alta.
Además las características biológicas del cáñamo pueden utilizarse para mejorar la calidad del suelo cultivado y controlar zarzales.
La escasez de su explotación en la actualidad se debe en gran medida a la inercia de la industria. Algunas personas conocen productos de cáñamo de baja calidad y precio relativamente elevado debido a la falta de infraestructuras, que no hacen justicia al verdadero potencial de sus productos.
El defensor del cannabis Jack Herer, autor de libros de referencia sobre el cáñamo y la marihuana, ofreció una fortuna a quien lograse refutar científicamente su tesis que presenta al Cannabis como solución sin parangón a numerosos problemas del mundo, incluyendo el hambre.
Un informe de Naciones Unidas avala la versatilidad y sostenibilidad del cáñamo y su potencial productivo en países en desarrollo. El cáñamo utiliza una cuarta parte del agua que requiere el algodón, y absorbe más dióxido de carbono que otros cultivos y que la mayoría de los árboles.
El Informe “Commodities at a glance: special issue on industrial hemp", publicado por Naciones Unidas, argumenta y proporciona todos los datos para hacer del cáñamo industrial una planta con mucho futuro.

## Diferencias entre cáñamo industrial y marihuana

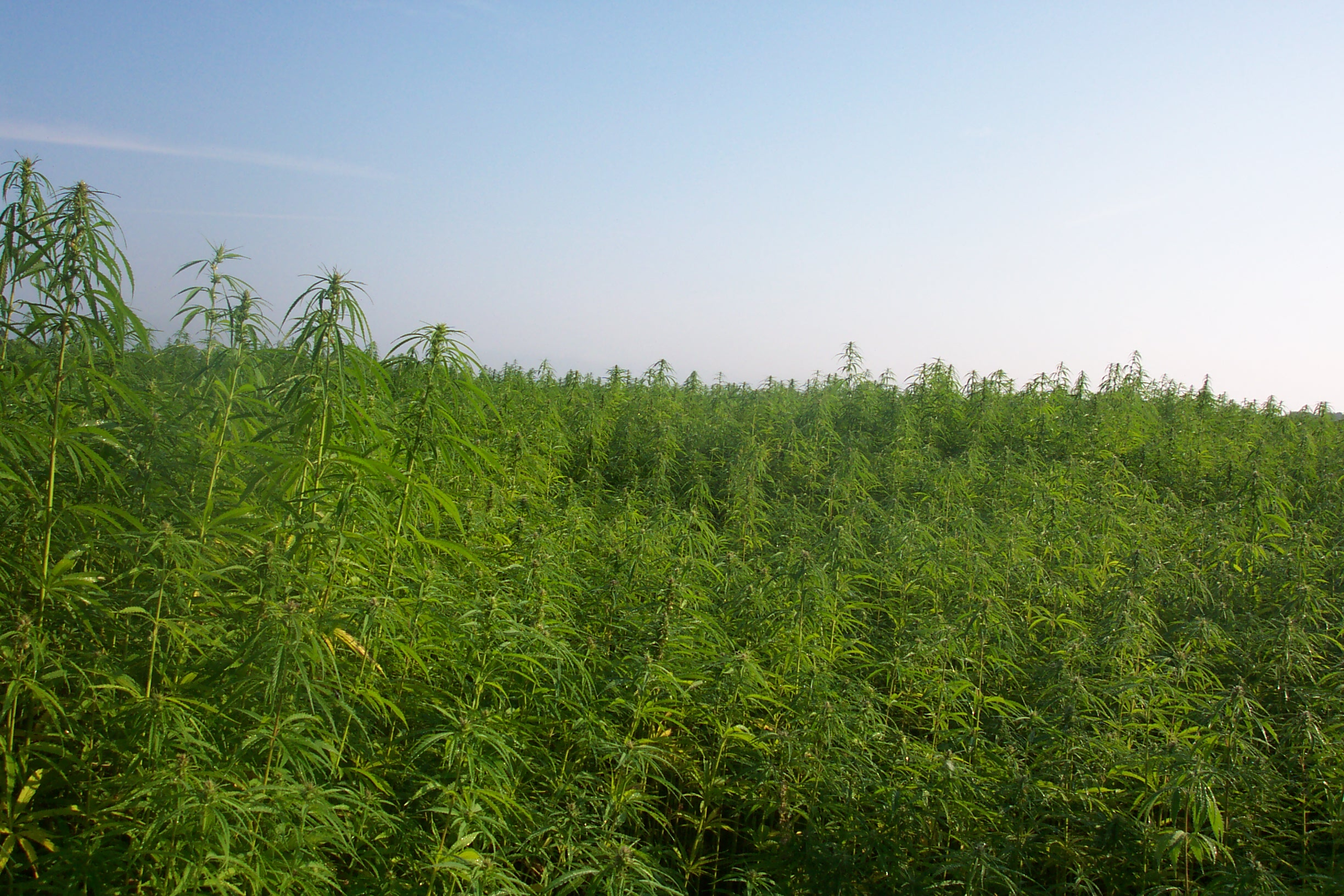
Plantación industrial de Cannabis sativa.

Tanto el cáñamo como la marihuana provienen de la Cannabis sativa, pero son cepas diferentes. La cepa del cáñamo es aquella con muy bajo nivel de tetrahidrocannabinol (THC) destinada al uso industrial y alimentario, y, aunque muchas veces se comercializa como medicinal, su efecto en este aspecto es muy bajo, siendo su verdadero potencial como suplemento alimenticio, dado su alto grado de proteínas y ácidos grasos.
Por su lado, la marihuana tiene mayores niveles de THC (desde 0,3 hasta 40 % dependiendo la semilla) lo que la hace mucho más idónea tanto para consumo medicinal como recreativo. En el aspecto medicinal, gracias al THC, logra el llamado "efecto séquito" (sinergia interactiva entre todos los cannabinoides y terpenos de la planta que interactúan para lograr maximizar su potencial benéfico y regulador de la homeostasis del cuerpo).
La marihuana, en sus diferentes variedades, es una línea genética con mayor presencia de THC —el principio que constituye la sustancia activa principal— y una potenciación de la floración, donde se acumula especialmente esa gran concentración de los aceites ricos en THC y otras sustancias. Las plantas de este tipo suelen ser de no más de dos metros de alto, con muchas ramas y espesas inflorescencias. Normalmente se plantan solo las “hembras”' bien espaciadas unas de otras, a varios palmos de separación o incluso un par de metros. Estas plantas “hembras” se mantienen lejos de “machos” para evitar la polinización.
Además de esto, existen aspectos morfológicos diferenciables a simple vista, como por ejemplo:
- Las variedades útiles para fibra suelen seleccionarse a partir de líneas de cruce de plantas de tallo alto, con espacios internodales prolongados, escasas o presenciales ramas, e interior poco leñoso, casi hueco. Suelen alcanzar entre dos y cinco metros de altura. Se cultivan en gran concentración, de forma que el cultivo tiene una presencia espesa y difícilmente transitable.
- Las variedades útiles para semilla pueden ser o bien similares a la marihuana, pero con menor presencia de ramas y de espesor floral, o bien algo más altas y con escasas ramas, y en este caso se cultivan también en una densidad muy concentrada.
- Las variedades con fines de extracción de aceite y celulosas o bases de materiales leñosos son líneas genéticas con un tallo más espeso y mucho menos hueco.

Estos cruces se desarrollaron a partir de polinizaciones entre plantas con los aspectos que se buscaban. Por ejemplo, una planta con producción baja de semilla puede tender una mayor presencia de fibra, etc.

## Cultivo en España
En España, las variedades de cáñamo autorizadas según el Real Decreto 1729/1999, de 12 de noviembre, por el que se establecen las normas para la solicitud y concesión de las ayudas al lino textil y al cáñamo son:
Beniko, Bialobrzeskie, Carmagnola, Cs, Delta-Llosa, Delta 405, Dioïca 88, Épsilon 68, Fasamo, Fédora 17, Fédora 19, Fedrina 74, Félina 32, Félina 34, Ferimón, Fibranova, Fibrimón 24, Fibrimón 56, Futura, Futura 75, Juso 14, Kompolti, Lovrin 110, Santhica 23, Uso 31.
El reglamento de la Comunidad Europea establece las siguientes variedades de cáñamo para la producción de fibras, que pueden recibir pagos directos:
- Cáñamo cultivado para la producción de fibras

Beniko, Carmagnola, CS, Delta-Llosa, Delta 405, Dioica 88, Epsilon 68, Fedora 17, Felina 32, Felina 34 — Félina 34, Ferimon — Férimon, Fibranova, Fibrimon 24, Futura 75, Juso 14, Red Petiole, Santhica 23, Santhica 27, Tiborszállási, Uso-31.
- Cáñamo cultivado para la producción de fibra autorizado en la campaña de comercialización 2006/07

Białobrzeskie, Chamaeleon (1), Cannakomp, Fasamo, Fibriko TC, Finola (1), Kompolti hibrid TC, Kompolti, Lipko, Silesia (2), UNIKO-B.